# Chirita limans
Chirita limans är en tvåhjärtbladig växtart som först beskrevs av Friedrich Anton Wilhelm Miquel, och fick sitt nu gällande namn av Brian Laurence Burtt. Chirita limans ingår i släktet Chirita och familjen Gesneriaceae. Inga underarter finns listade i Catalogue of Life.